# Palacio Barolo
El Palacio Barolo (también llamado Pasaje Barolo o Galería Barolo) es un edificio de oficinas ubicado sobre la Avenida de Mayo, en el barrio de Monserrat, en Buenos Aires, Argentina. Fue diseñado por el italiano Mario Palanti e inaugurado en 1923.  Hasta los años 1930 fue el más alto de la ciudad y segundo de América del Sur ya que su hermano 'gemelo' el Palacio Salvo, midiendo 105 metros era el primero, construido por el mismo arquitecto en Montevideo. En 1997 fue declarado Monumento Histórico Nacional. Incluye numerosas analogías y referencias a la Divina comedia, del poeta Dante Alighieri. Fue pionero en el uso de hormigón armado dentro de un peculiar estilo ecléctico. En la cúspide posee un faro con 300 000 bujías. Tiene 100 metros de altura, ocupa una superficie de 1365 metros cuadrados y su frente es de 30,88 metros.

## Historia

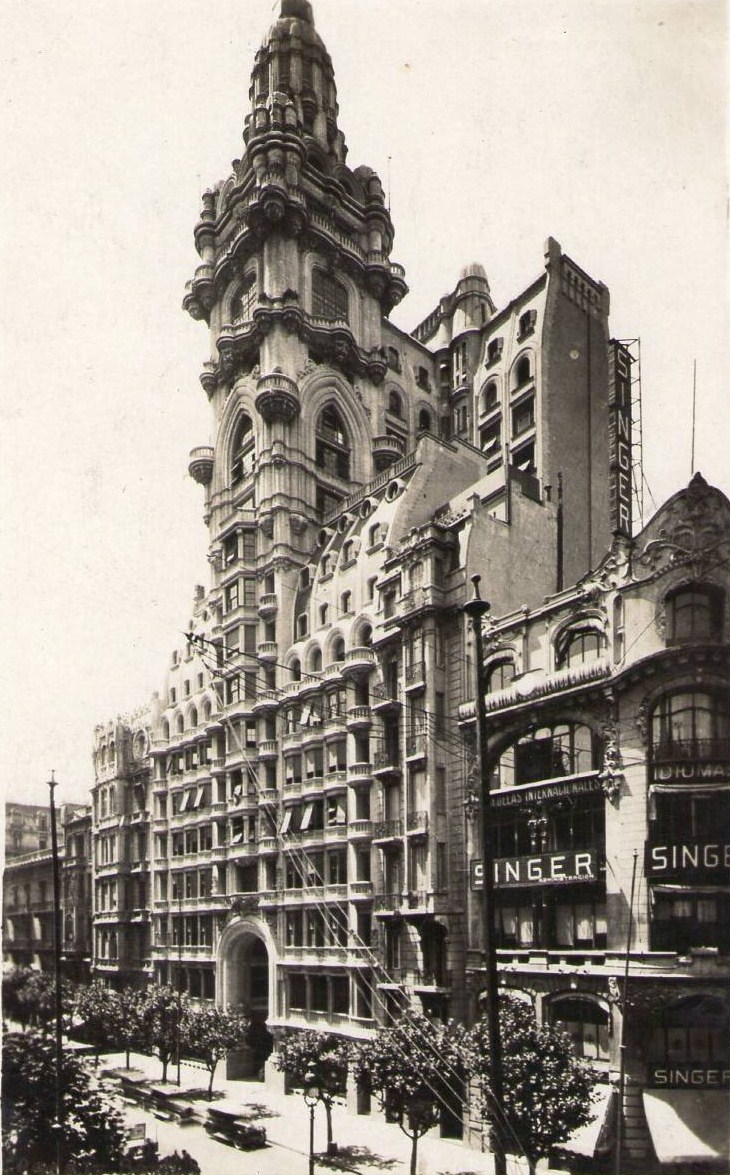
Palacio Barolo en la década de 1920.

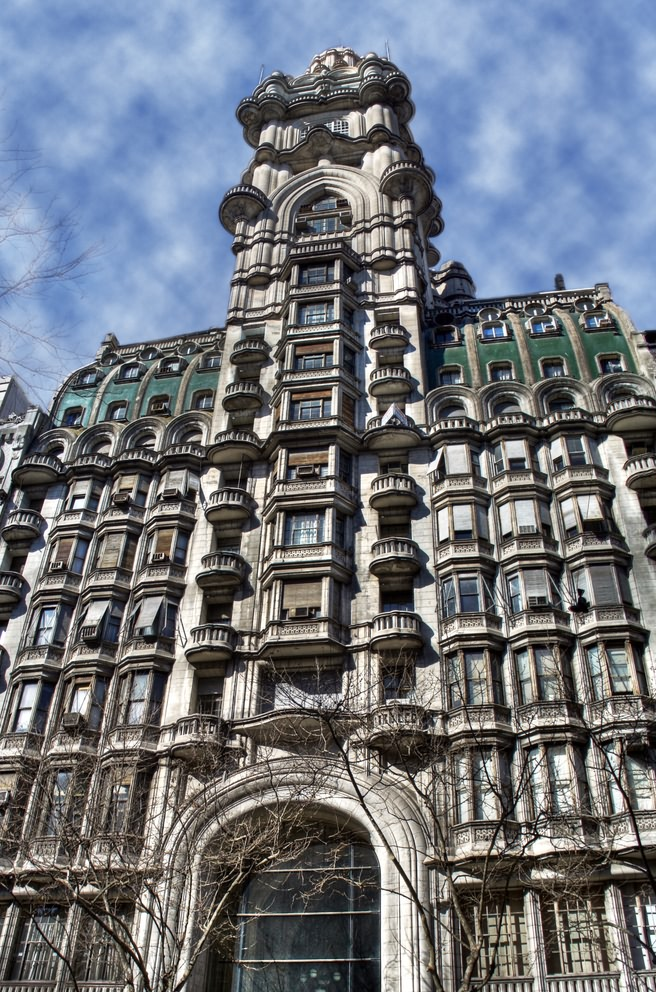
Hall principal del Palacio Barolo, que conecta Avenida de Mayo con Hipólito Yrigoyen, año 2006.

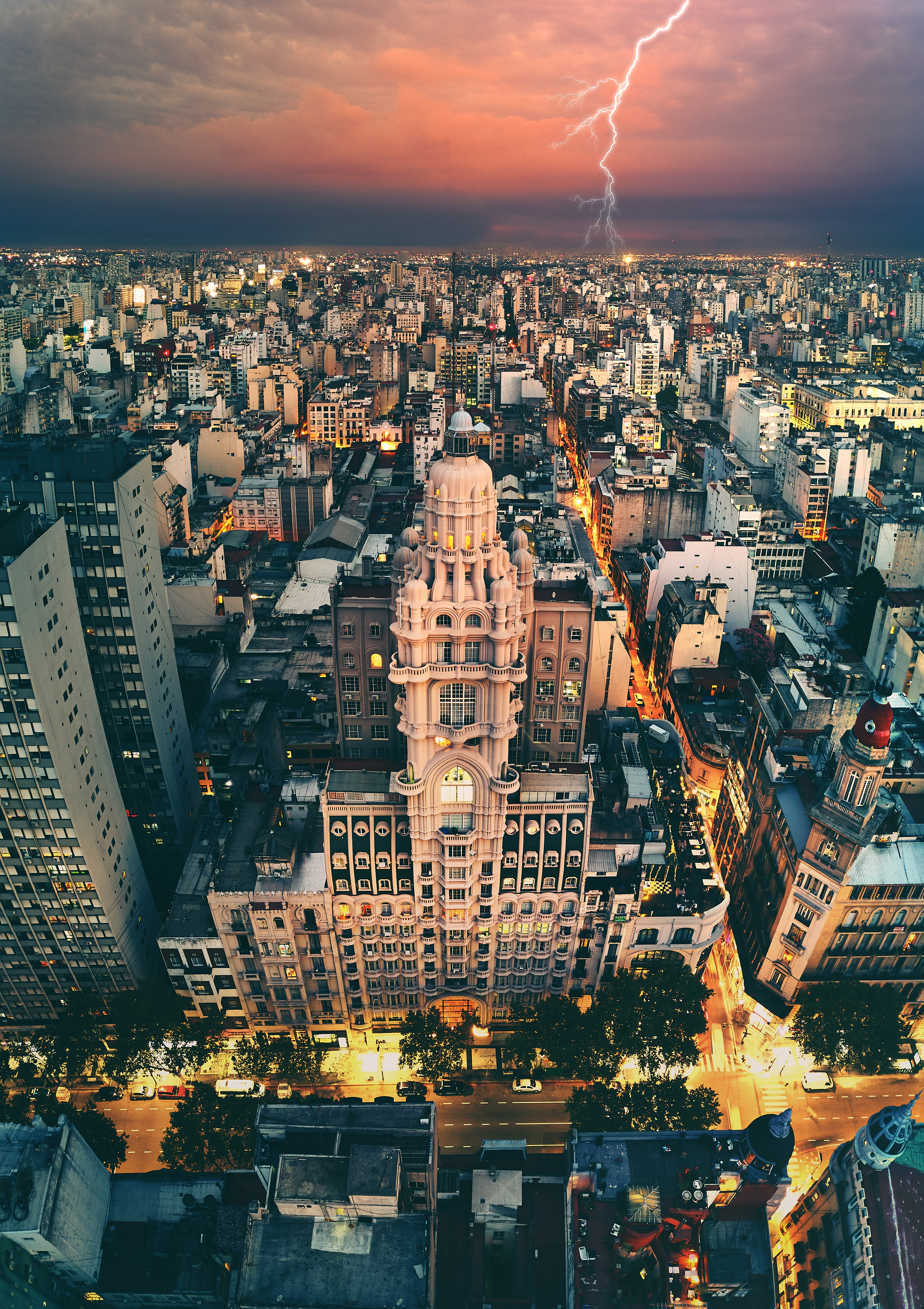
Vista aérea del Palacio Barolo en el año 2018.

El arquitecto italiano Mario Palanti construyó este palacio a pedido del empresario textil Luis Barolo, diseñando incluso los elementos de detalle como picaportes, lámparas y jaulas de los ascensores, en un caso de auténtico concepto integral. 
Entre el 7 de julio de 1923, fecha de la inauguración, y 1935 fue el edificio más alto de la ciudad, habiendo sido desplazado del primer puesto cuando se construyó el Kavanagh. Su altura en metros es equiparable a la de un vigesimocuarto piso actual.
Su propietario tuvo en mente construirlo para utilizar tres pisos y luego alquilar los demás. Hoy, funciona como un edificio de oficinas (tiene más de 300). En la cúspide posee un faro con una lámpara de 5000 watts, desde que fue puesto en valor en el año 2010 y declarado "Faro del Bicentenario". En sus inicios la luminaria era un arco voltaico con potencia de 300.000 bujías. La obra costó m$n 4.500.000, y para ella se utilizaron 650.000 kilos de acero, 3.500.000 ladrillos y 70.000 barricas de cemento Portland.
Todos los materiales decorativos de su interior fueron importados, como por ejemplo, el mármol de Carrara utilizado para los revestimientos. En tanto, sus fachadas fueron revestidas en símil piedra París.
Ya que por la zona corre, entubado, el viejo Arroyo Tercero del Medio, fue necesario que los cimientos del edificio contemplaran el paso del curso de agua. Así, desde el sótano del Palacio Barolo es posible escuchar como corre el río por el entubamiento.
La construcción para su época fue una gran innovación por el uso artístico del hormigón armado dentro de un peculiar estilo ecléctico (llamado por muchos "romántico"), con reminiscencias del gótico y especialmente del arte islámico de la India. 
El Barolo se inscribe dentro de corrientes como el art nouveau o el art decó, pero se trata en realidad de una pieza única en su tipo, realizada en un estilo propio cultivado por Palanti.
En 1997 este edificio fue declarado Monumento Histórico Nacional. Actualmente el edificio, de sólo oficinas que no permite viviendas personales, es habitado por inquilinos de las más variadas profesiones, siendo arquitectos, contadores, abogados, informáticos y productoras audiovisuales, agencias de turismo y consultorías varias las más usuales.
El faro ubicado en la cima de la torre del Palacio Barolo volvió a funcionar el 25 de septiembre de 2009. Se proyectó un haz de luz sobre la ciudad de Buenos Aires como parte de los festejos del Bicentenario y cada día 25 de cada mes se iluminó durante media hora el cielo nocturno porteño desde la torre, hasta el 25 de mayo de 2010.
En 2012, se estrenó El rascacielos latino, un documental dirigido por Sebastián Schindel que analiza la historia y las curiosidades en el diseño del edificio. En 2023 el escritor español Miguel Barrero publicó la novela La otra orilla, ambientada en la historia de Luis Barolo y Mario Palanti y en cuyo argumento el edificio juega un papel fundamental. 
Desde el año 2015, durante todas las noches del mes de octubre, se envuelve con “una máscara” el vidrio del Faro del Palacio Barolo para que su luz se “tiña” de rosa y recuerde a la población la importancia de la concientización y prevención del cáncer de mama. Esta acción lumínico sanitaria la auspicia LALCEC (Liga Argentina de Lucha contra el Cáncer) y la organiza la empresa pionera en generar visitas guiadas en el edificio, Palacio Barolo Tours.

## Referencias a la Divina comedia

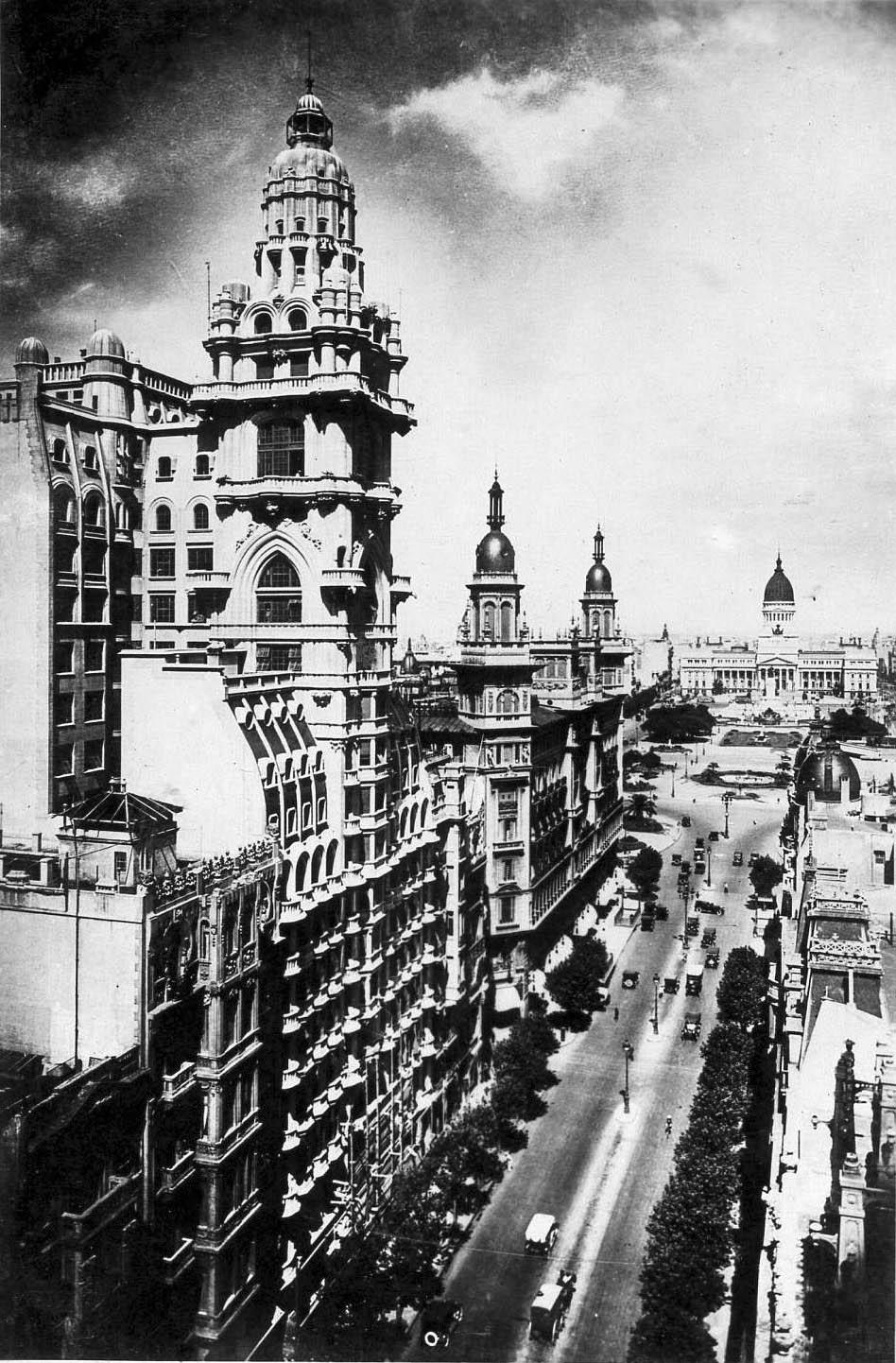
Vista del Palacio Barolo, el Edificio La Inmobiliaria y el Congreso de la Nación.

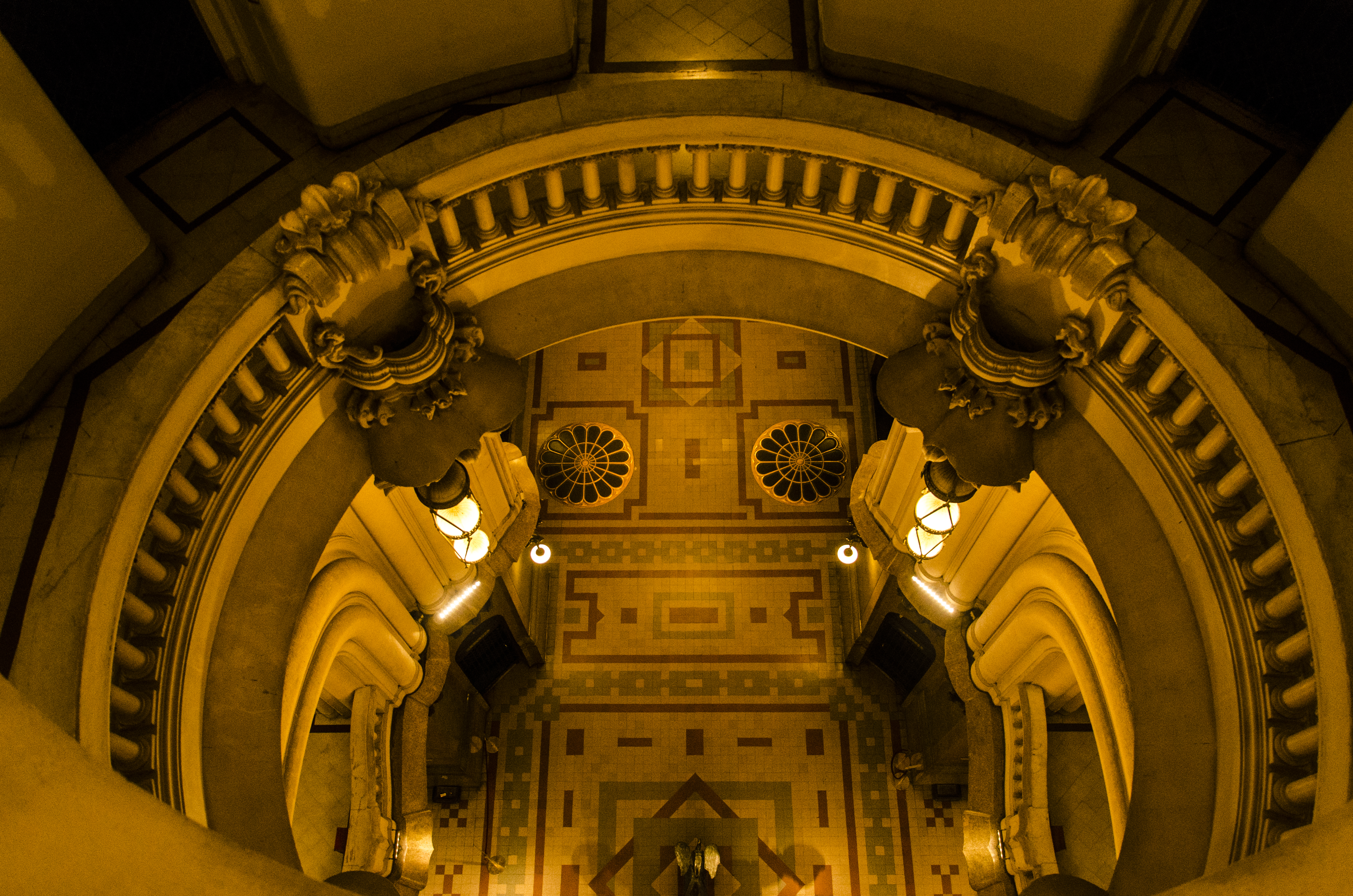
Vista interior del pasaje desde el 4.º piso.

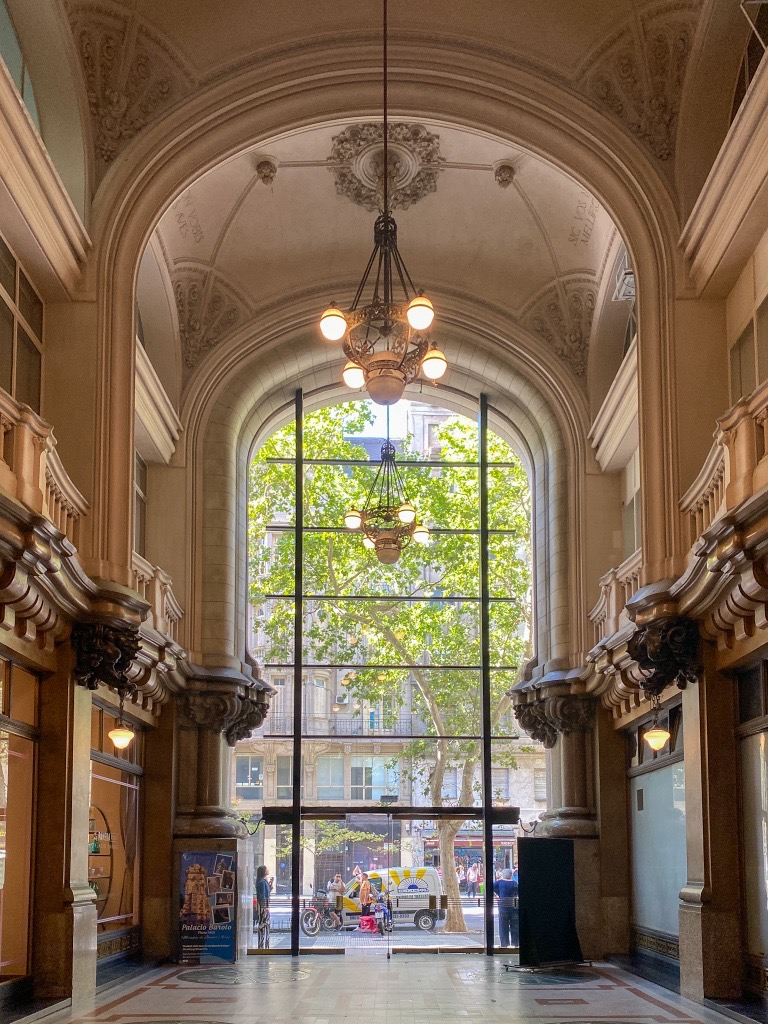
Hall principal del Palacio Barolo, que conecta la Avenida de Mayo con Hipólito Yrigoyen.